# Callistochiton leei
Callistochiton leei är en blötdjursart som beskrevs av Ferreira 1979. Callistochiton leei ingår i släktet Callistochiton och familjen Ischnochitonidae.
Artens utbredningsområde är Baja California (Mexiko). Inga underarter finns listade i Catalogue of Life.